# Коста Араужо, Жозе Карлос да
Жозе́ Ка́рлос да Ко́шта Арау́жо (порт. José Carlos da Costa Araújo; 7 февраля 1962, Рио-де-Жанейро — 24 июля 2009, Рио-де-Жанейро), более известен под именем Зе Карлос (порт. Zé Carlos) — бразильский футболист, играл на позиции вратаря.

## Клубная карьера
За свою футбольную карьеру Зе Карлос выступал за различные бразильские и португальские клубы. Наибольших успехов он достиг, защищая ворота «Фламенго» с 1983 по 1987 год с перерывами. Вместе с командой Зе Карлос 1 раз становился чемпионом Бразилии и 3 раза чемпионом штата Рио-де-Жанейро.

## Международная карьера
Зе Карлос попал в состав сборной Бразилии на Чемпионате мира 1990 года. Однако из 4 матчей Бразилии на турнире Зе Карлос не появился на поле ни в одном из них, будучи резервным голкипером.

## Достижения

### Клубные
Фламенго
- Чемпион Бразилии (1): 1987
- Чемпион штата Рио-де-Жанейро (3): 1986, 1991, 1996
- Кубок Гуанабара (3): 1988, 1989, 1996
- Трофей Рио (4): 1985, 1986, 1991, 1996
- Кубок Бразилии (1): 1990

### Со сборной Бразилии
- Победитель Кубка Америки (1): 1989